# (15676) Алмоишеев
(15676) Алмоишеев (лат. Almoisheev) — типичный астероид главного пояса, открыт 8 октября 1978 года советским астрономом Людмилой Черных в Крымской астрофизической обсерватории и 6 августа 2009 года назван в честь конструктора Александра Моишеева.

## Обнаружение и именование
(15676) Алмоишеев
Открыт 8 октября 1978 года в Крымской астрофизической обсерватории Л. И. Черных.
Александр Александрович Моишеев (р. 1943) был конструктором космической обсерватории «Астрон», которая успешно функционировала в 1983—1989 годах. Будучи заместителем генерального конструктора Объединения имени Лавочкина, он внёс значительный вклад в осуществление серии советских и российских космических полётов на Марс и Венеру.
Оригинальный текст (англ.)15676 Almoisheev
Discovered 1978 Oct. 8 by L. I. Chernykh at the Crimean Astrophysical Observatory.
Alexandr Alexandrovich Moisheev (b. 1943) was a designer of the space observatory ASTRON that successfully operated during 1983—1989. As deputy designer general of the Lavochkin Association he significantly contributed to the implementation of a series of Soviet and Russian space missions to Mars and Venus.
Источники: 20090806/MPCPages.arc; M.P.C. 66725.

## Орбита

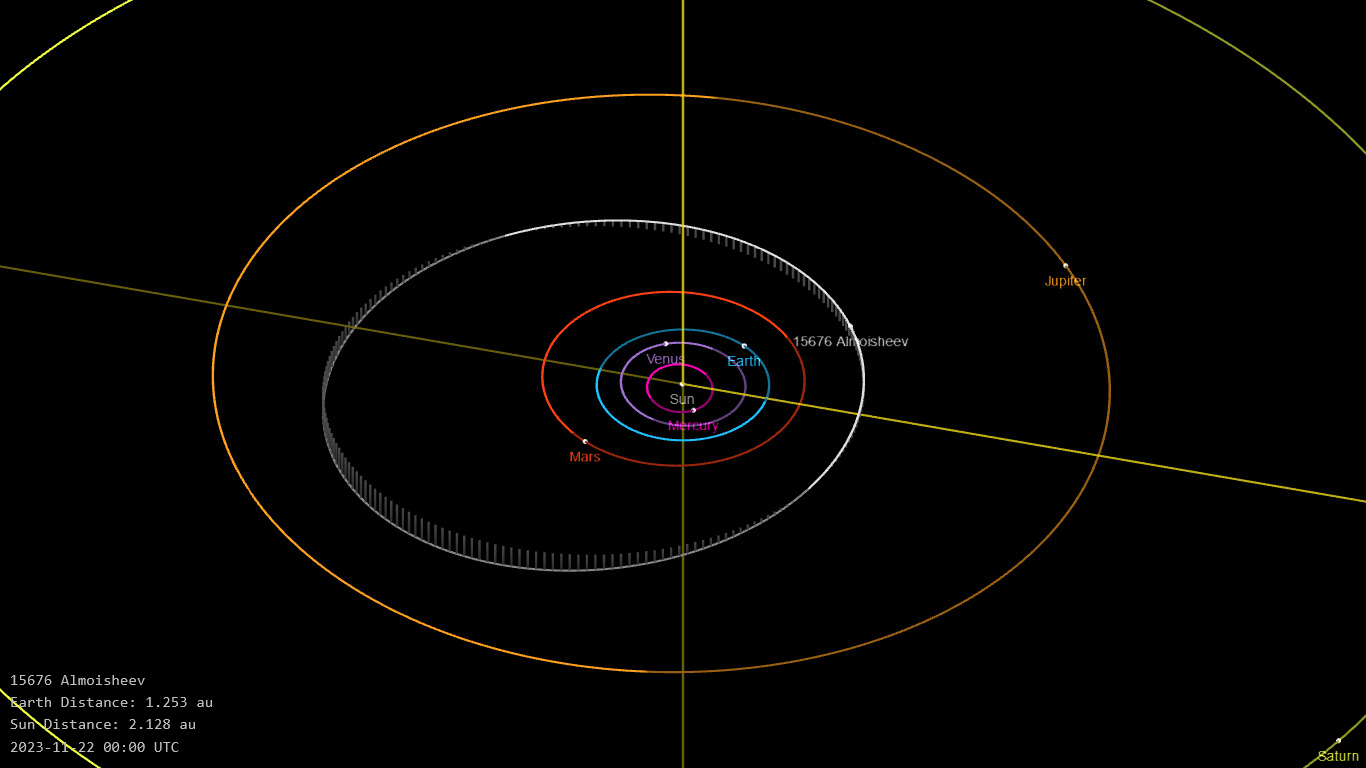
Орбита астероида Алмоишеев и его положение в Солнечной системе

## Физические характеристики
Астероид относится к таксономическому классу C.
По результатам наблюдений системы телескопов панорамного обзора и быстрого реагирования Pan-STARRS и наблюдений системы последнего оповещения о столкновении астероида с Землей Asteroid Terrestrial-impact Last Alert System абсолютная звёздная величина астероида сначала оценивалась равной 13,04±0,19m, позже — 12,71±0,099m и 13,12±0,060m.